# Mittelgambit
|   | a | b | c | d | e | f | g | h |   |
| 8 |   |   |   |   |   |   |   |   | 8 |
| 7 |   |   |   |   |   |   |   |   | 7 |
| 6 |   |   |   |   |   |   |   |   | 6 |
| 5 |   |   |   |   |   |   |   |   | 5 |
| 4 |   |   |   |   |   |   |   |   | 4 |
| 3 |   |   |   |   |   |   |   |   | 3 |
| 2 |   |   |   |   |   |   |   |   | 2 |
| 1 |   |   |   |   |   |   |   |   | 1 |
|   | a | b | c | d | e | f | g | h |   |

Das Mittelgambit nach 3. Dd1xd4
Bei dem Mittelgambit handelt es sich um eine Eröffnung des Schachspiels. Es zählt zu den Offenen Spielen und ist in den ECO-Codes unter dem Schlüssel C22 klassifiziert.
In älteren Schachpublikationen ist auch die Bezeichnung „Mittelspiel“ statt Mittelgambit anzutreffen. Diese Bezeichnung ist allerdings im Schachvokabular mehrdeutig: Mittelspiel bezeichnet auch die Spielphase nach der Eröffnung. In der Schachliteratur hat sich inzwischen die Benennung „Mittelgambit“ durchgesetzt, obwohl Weiß in der Hauptvariante nach 3. Dd1xd4 keinen Bauern opfert und dadurch kein Gambit spielt. Echte Gambitvarianten entstehen nach 3. c2–c3 oder, selten anzutreffen, 3. f2–f4.
Das Mittelgambit ist gekennzeichnet durch die Züge:
 1. e2–e4 e7–e5 2. d2–d4 e5xd4

## Hauptvarianten
Nach 2. … e5xd4 sind folgende Hauptfortsetzungen bekannt:
- 3. Dd1xd4 (siehe Diagramm) Sb8–c6
  - 4. Dd4–a4 (Skandinavische Verteidigung mit vertauschten Farben und Mehrtempo)
  - 4. Dd4–e3 (Die Hauptvariante des Mittelgambits)
    - 4. … Lf8–b4+
    - 4. … Sg8–f6
    - 4. … g7–g6
- 3. f2–f4?! (Das Halasz-Gambit)
- Nach 3. Sg1–f3 geht das Spiel in andere Eröffnungen über:
  - 3. … Lf8–c5 oder 3. … Sb8–c6 (Schottische Partie)
  - 3. … d7–d6 (Philidor-Verteidigung)
  - 3. … Sg8–f6 (Russische Verteidigung)
  - 3. … Lf8–b4+
- Nach 3. c2–c3 geht die Partie in das Nordische Gambit über.